# La Larme du diable
La Larme du diable (The Devil's Teardrop) est un téléfilm américain réalisé par Norma Bailey, diffusé le 8 août 2010 sur Lifetime Movie Network.
Le titre du film fait référence à une particularité dans la façon d'écrire certains caractères dans la lettre anonyme envoyée par le terroriste.

## Synopsis
Le FBI fait appel à un expert en écritures pour identifier les lettres d'un tueur qui sévit dans les grands lieux de rassemblement.

## Fiche technique
- Titre original : The Devil's Teardrop
- Titre alternatif français : L'Énigme de la peur
- Réalisation : Norma Bailey
- Scénario : Ron Hutchinson, d'après un roman de Jeffery Deaver
- Photographie : John Dyer
- Musique : Gary Koftinoff (en)
- Pays : États-Unis
- Durée : 89 minutes

## Distribution
- Tom Everett Scott (VF : Damien Boisseau): Parker Kincaid
- Natasha Henstridge (VF : Rafaèle Moutier) : Margaret Lukas
- Rena Sofer (VF : Sybille Tureau) : Joan[1]
- Gabriel Hogan (VF : Stéphane Pouplard) : Len Hardy
- Jake Goodman : Robby Kincaid
- Rachel Marcus (en) : Shannon Kincaid
- John MacDonald : Digger
- Andrew Musselman : Gilbert Havel
- Olivia Jones (VF : Déborah Perret) : Penny
- Joanna Jang : Janet
- Martha Reilly : Travailleuse sociale
- Mitchia Armstron et Shawn Storer : Gardes du FBI
- James Downing : Ben
- Loretta Yu : Réceptionniste
- Carlos Diaz : Directeur technique
- Billy Parrott : Policier
- Mika Collins : Superviseure
- Kim Roberts : La maire
- Sandra Guerard : Femme qui crie